# Desperate Desmond Fails
Desperate Desmond Fails è un cortometraggio muto del 1912 diretto da Tom Ricketts e prodotto dalla Nestor, basato sulla comic strip del cartoonist Harry Hershfield.

## Trama
Una tranquilla e piacevole giornata in campagna a caccia di farfalle si tramuta in una caccia all'uomo. Claude, attirato da una farfalla che lo porta lontano da Rosamond, si accorge poi che la sua ragazza è stata rapita e portata via in automobile. Chiamate in aiuto le truppe dello zio Sam, gli inseguitori scoprono una traccia in alcune sigarette mezze bruciate gettate via con noncuranza che portano le iniziali di Desperate Desmond. Il cattivo, dopo essere stato rintracciato e messo alle strette, conduce Claude e i soldati al wigwam dov'è nascosta Rosamond. Ma, prima che gli altri possano far qualcosa, entra nella tenda che si allontana rapidamente, tenendo a distanza di sicurezza i cacciatori che non osano sparare per paura di colpire la ragazza. Ciò che non possono fare gli inseguitori, lo fanno involontariamente le sigarette: con i soldati dietro di lui e le fiamme che gli bloccano il cammino, a Desmond non resta altro che la resa, dato che non ha nessuna voglia di morire.

## Produzione
Il film fu prodotto dalla Nestor Film Company.

## Distribuzione
Distribuito dalla Motion Picture Distributors and Sales Company, il film - un cortometraggio di una bobina - uscì nelle sale cinematografiche statunitensi il 6 gennaio 1912.